# Table Claudienne
La table Claudienne est une plaque de bronze portant l'inscription d'un discours prononcé par l'empereur Claude, en 48, devant le Sénat romain. De cette table, on conserve aujourd'hui deux fragments importants, correspondant à la partie inférieure, retrouvés à Lyon, dans le quartier de la Croix-Rousse, en 1528.
L'utilisation du pluriel - les tables Claudiennes - est courante, mais fausse, car il n'existe qu'une seule table Claudienne, composée de deux fragments d'une seule et même table : en témoigne la traduction publiée par Philippe Fabia en 1929 sous le titre La table Claudienne de Lyon.
Dans son discours, Claude se prononçait pour l'entrée au Sénat romain des notables romanisés de la Gaule chevelue, laquelle se heurtait ou bien à des réticences d'ordre culturel et politique, ou bien à un obstacle juridique si la citoyenneté qu'ils avaient acquise était bien incomplète, dépourvue du ius honorum, comme on le croit souvent. Des chercheurs comme Ronald Syme doutent néanmoins de l'existence même du ius honorum : pour eux, l'éviction des Gaulois n'était pas de droit, mais simplement de fait. Claude répondait à une requête du Conseil des Trois Gaules, lui demandant d'ouvrir les magistratures et le Sénat romains aux notables de la Gaule chevelue. Les Gaulois obtinrent satisfaction : les Éduens d'abord, puis tous les peuples de la Gaule chevelue.
Gravée à Lugdunum et exposée dans le Sanctuaire fédéral des Trois Gaules, la table Claudienne rappelait la générosité de Claude et témoignait de la reconnaissance des notables de la Gaule chevelue. Ses deux fragments sont aujourd'hui conservés au Musée gallo-romain de Lyon.

## Histoire

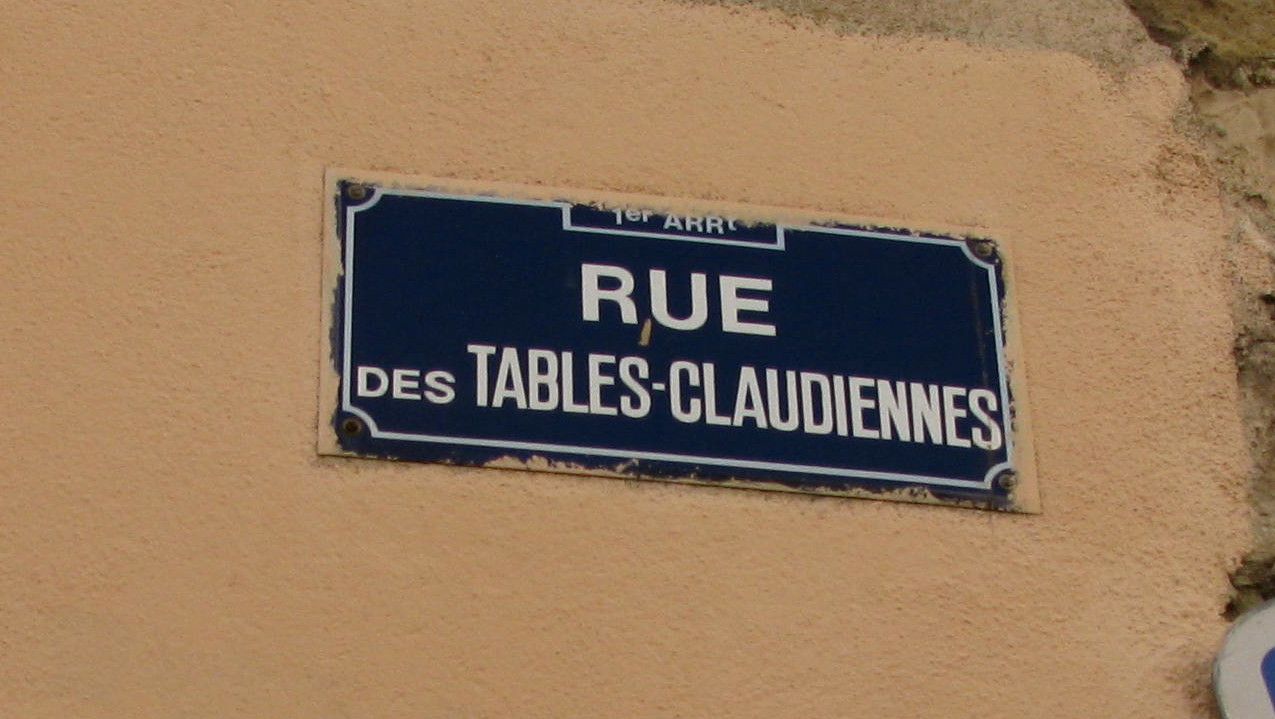
La rue des Tables-Claudiennes, près du lieu de la découverte, à Lyon.

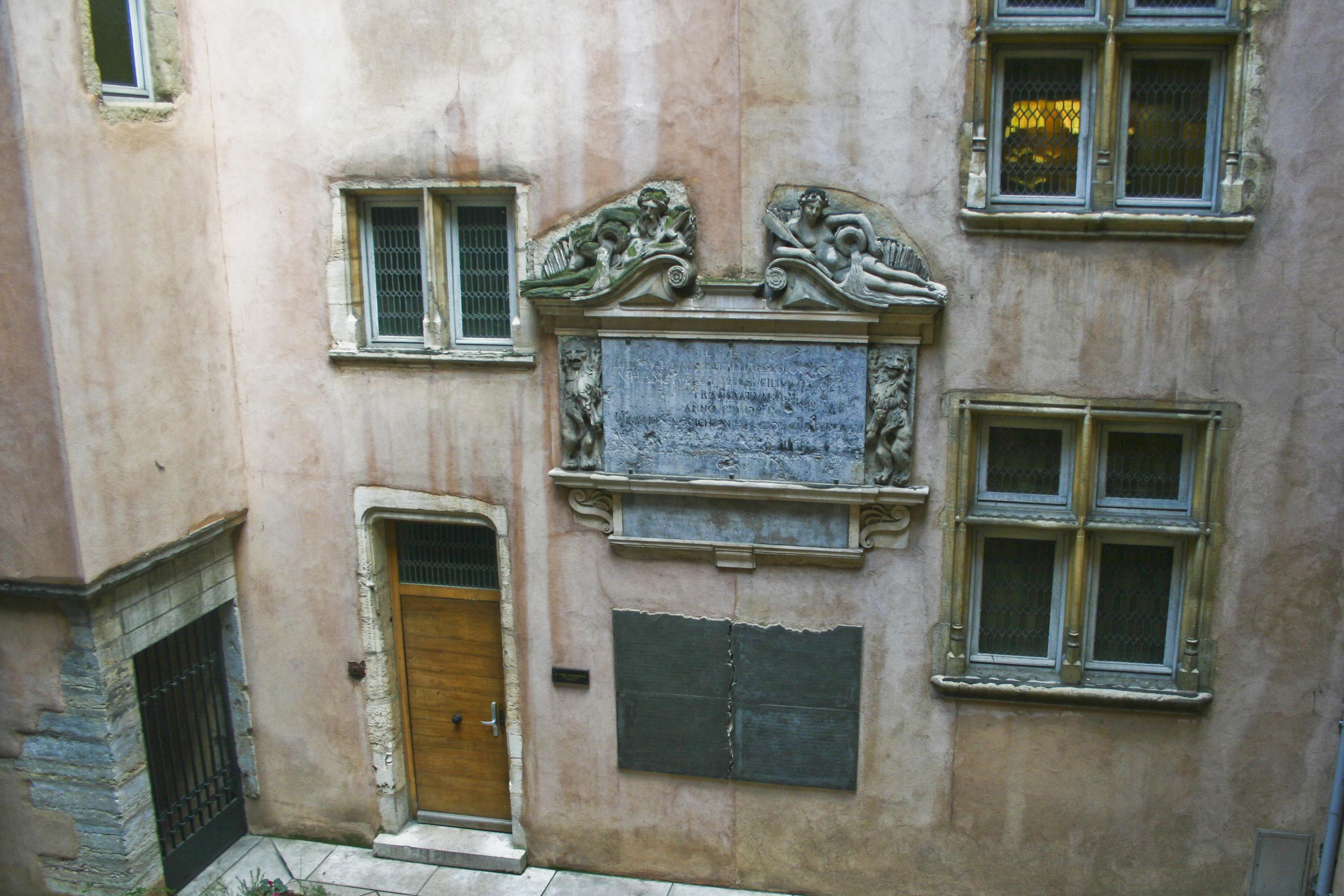
Réplique de la table Claudienne exposée dans la cour du musée de l'imprimerie de Lyon.

Le sanctuaire est abandonné après la chute de l'Empire romain. Ce n'est qu'au XIIe siècle que la frénésie immobilière pousse les habitants à s'approvisionner en pierres de taille, briques, bronzes et marbres (utilisés pour la fabrication de la chaux) sur ce qui s'appelle alors la « coste-Saint-Sébastien » (actuels coteaux de la Croix-Rousse). L'archéologue lyonnais Amable Audin explique que la plaque aurait pu alors être fendue en deux dans la moitié supérieure pour être emmenée à la fonte. À ce jour, la densité du bâti à l'emplacement où la plaque a été découverte empêche toute fouille. C'est à cette période que l'emplacement est désigné par le toponyme Périer.
En 1524, Roland Gribaud, marchand drapier et hôtelier, fait construire une maison sur un terrain de la Croix-Rousse. Sa propriété comprend un carré de vigne nommé la Vinagère, situé au nord de l'actuelle rue Burdeau entre l'axe de l'église Saint-Polycarpe et la montée Saint-Sébastien, qu'il fait arracher en novembre 1528 : les deux fragments de bronze sont alors découverts. Claude de Bellièvre, amateur d'art antique et collectionneur, est informé de cette découverte et la fait acquérir par la ville, en mars 1529, pour cinquante-huit écus soleil (ou écus d'or) soit presque le double du prix du métal. Il fait également promettre à Gribaud de l'informer s'il découvrait d'autres fragments et il s'engage à les réserver à la ville.
Placée dans l'hôtel de ville alors situé rue de la Fromagerie (jouxtant l'église Saint-Nizier), la table est déplacée entre 1605 et 1657 à l'Hôtel de la Couronne, rue de la Poulaillerie (aujourd'hui Musée de l'imprimerie). Entre 1657 et 1814, elle est installée dans le nouvel hôtel de ville situé place des Terreaux, dans un décor sculpté de Martin Hendrecy. Pour le bimillénaire de la fondation de la cité, célébré en 1958, la table est présentée au Musée des beaux-arts où elle avait été installée depuis le Premier Empire, avant de rejoindre le dépôt provisoire qui précède la construction du Musée gallo-romain de Fourvière en 1974 où elle est désormais exposée. Il est également possible d'en voir une copie moulée dans la cour d'honneur du Musée de l'Imprimerie (Lyon).

## Un monument épigraphique
Appelé aussi « Table de Lyon », ce document épigraphique est référencé dans le Corpus Inscriptionum Latinarum sous la cote : C.I.L 13, 1668,.

### Poids et dimensions
La table est une plaque de bronze pesant 222,5 kg, coulée à plat, de 193 cm de large, de 139 cm de haut pour ce qui subsiste, épaisse de 8 mm. Le texte est gravé en deux colonnes, une sur chaque fragment, d’une quarantaine de lignes (39 lignes à gauche, 40 à droite, la première étant très mutilée). Il manque les premières lignes du titre et du début du texte, et le haut de la seconde colonne. Les bords latéraux portent des échancrures, où se plaçaient des griffes de scellement.
La plaque mesurait à son origine environ 2,5 m de hauteur et devait comporter soixante-dix lignes environ. On estime son poids total d’origine à 500 kg, et la notice du musée suppose que cette plaque se serait brisée sous son propre poids lors de sa fixation initiale.
La découpe horizontale forme une ligne continue en feston au sommet des deux fragments placés côte à côte, elle pourrait donc être intervenue avant la découpe verticale, qui est irrégulière et qui mord sur les caractères de la colonne gauche.

### Écriture

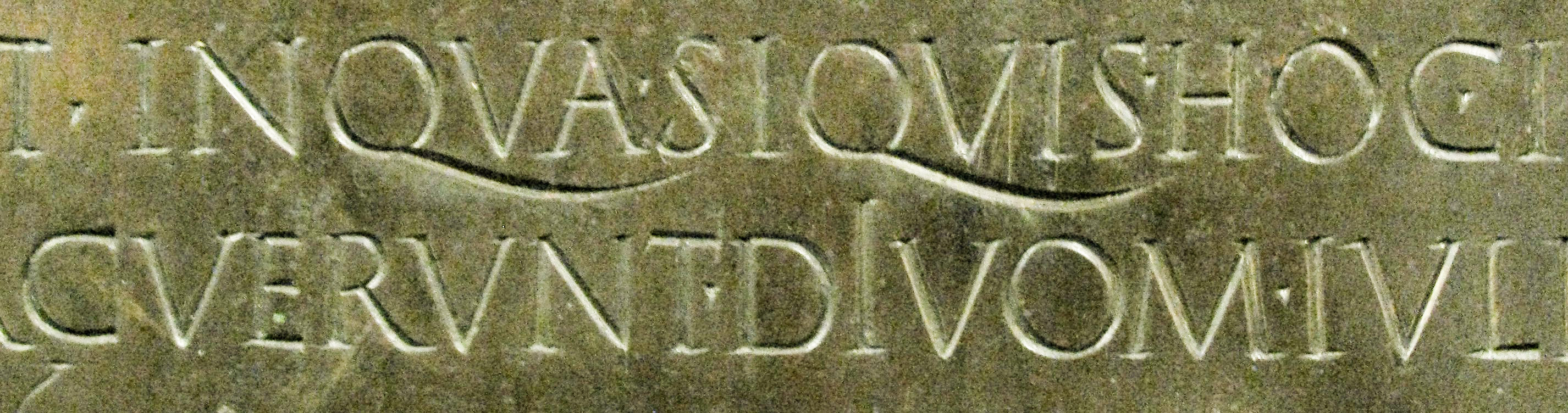
Détail du dernier paragraphe de la colonne de droite.
Ligne 10 IN QVA SI QVIS HOC avec des points séparateurs.
Ligne 11 CVERVNT DIVOM IVL avec une lettre I montante dans DIVOM.

Les lettres mesurent 2 cm de hauteur à l’exception de certains  I , dont la barre de sommet dépasse de quelques millimètres, dans des mots brefs comme QVIS, FINES, VOBIS. Cette graphie dite lettres montantes n'est pas exceptionnelle, elle commence à se diffuser pour les inscriptions latines à partir du Ier siècle av. J.-C., et devient de plus en plus courante au fil des siècles. Les lettres ont été inscrites avec régularité grâce à la technique de la fonte à la cire perdue, retouchée ensuite par gravure, la marge gauche de chaque colonne s’aligne à la verticale, avec un léger retrait à gauche pour marquer les débuts de paragraphe, tandis que la marge droite est moins régulière, malgré des coupures de mots avec report à la ligne suivante. Selon un usage fréquent dans les inscriptions latines, le texte est rédigé en capitales, sans espaces entre les mots, séparés par un point marqué au poinçon triangulaire, à mi-hauteur de la ligne, après la dernière lettre du mot, sauf s’il s’agit d’une lettre arrondie comme O, C, D, qui entourent le point.

### Étude sur le processus de fabrication
En 2008, la Table claudienne a fait l'objet d'examens techniques, menés en collaboration avec le laboratoire de tribologie de l’École centrale de Lyon, l’École des arts et métiers, et du maître artisan François Allier Fondeur d’art. Un documentaire présentant leurs résultats a été présenté au Musée gallo-romain de Fourvière lors de la Semaine de la science en octobre 2010.
Des moulages en silicone sont réalisés pour repérer d'infimes défauts de l'ordre du micron pour déceler d'éventuelles traces d'outil. Un échantillon prélevé sur une partie non visible de la table a été analysé. Sa composition est de 86 % de cuivre, 8 % d'étain, 4 % de plomb. L'alliage obtenu est un bronze jaune et brillant, la table présentait donc un aspect doré et éclatant qu'on ne perçoit plus avec la patine actuelle. Cet alliage est très dur et donc particulièrement difficile à graver directement. L'absence de la moindre bavure et la grande régularité des lettres amènent les chercheurs à exclure une gravure directe, et à proposer comme méthode de fabrication la technique dite de la cire perdue. Le texte aurait été gravé dans une grande plaque de cire, matériau tendre et permettant les reprises en cas de défaut local. Du plâtre coulé par-dessus aurait formé un moule avec les lettres en relief, utilisé après élimination de la cire pour la coulée du bronze. La production d’une plaquette portant une inscription de quelques mots en caractères latins a permis de produire un résultat similaire à la table Claudienne, et a validé la proposition d’une fabrication à la cire perdue. La comparaison du profil des sillons des lettres montre une forme en V nette pour les tracés de la table et de petites irrégularités dans le creux des lettres de la plaquette d'essai. Le moulage à la cire perdue aurait donc été suivi d'une étape de finition, avec une retouche des tracés au burin.

## Historiographie

### Contexte historique
Claude mène durant son règne une politique d’ouverture aux provinciaux, en continuité avec l’attitude de ses prédécesseurs. Leur entrée au Sénat vaudrait à Claude de nouveaux appuis dans une assemblée qui ne lui a pas toujours été acquise. Des provinciaux ont déjà été admis au sénat romain et aux plus hautes magistratures, mais il s’agissait de cas individuels et ponctuels. Cette fois, de nombreux notables gaulois postulent pour cette promotion, mais ce ne sont plus des descendants de colons romains installés en territoire conquis, mais des Gallo-romains issus de tribus gauloises, dont la famille a obtenu la citoyenneté romaine parfois depuis plusieurs générations et dont la richesse remplit largement les critères de cens définis par Auguste.
La censure qu’exerce Claude en 47-48 lui permet de renouveler les effectifs du Sénat, néanmoins les sénateurs en place sont hostiles à cette arrivée massive de Gaulois qui risquent d’accaparer les magistratures, comme en témoignent les critiques ultérieures de Sénèque contre la politique de Claude : « il avait décidé de voir en toge tous les Grecs, les Gaulois, les Espagnols, les Bretons ». Claude cherche à maintenir des relations apaisées avec le Sénat, il prononce donc un discours devant l’assemblée des sénateurs pour les convaincre d’admettre en leur sein ces nouveaux venus.
Tacite ne fournit que l'année de ce discours, 48 ap. J.-C. Les historiens ont cherché à préciser cette datation. Selon l'historien Jérôme Carcopino, ce Conseil des Gaulois se serait réuni le 1er août 48 à Lugdunum, jour d'ouverture des cérémonies au Sanctuaire fédéral des Trois Gaules, puis aurait envoyé une délégation à Rome présenter sa requête qui aurait été examinée au sénat le 15 août,. Un autre historien, Philippe Fabia, réfute ce scénario qui nécessite trop d'hypothèses chacune discutable pour tenir dans un délai aussi serré et retient comme possible l'élaboration fin 47 de la requête par quelques notables, et non le Conseil des Gaules, pour un examen au Sénat au début de l'année 48.

### Le discours de Claude

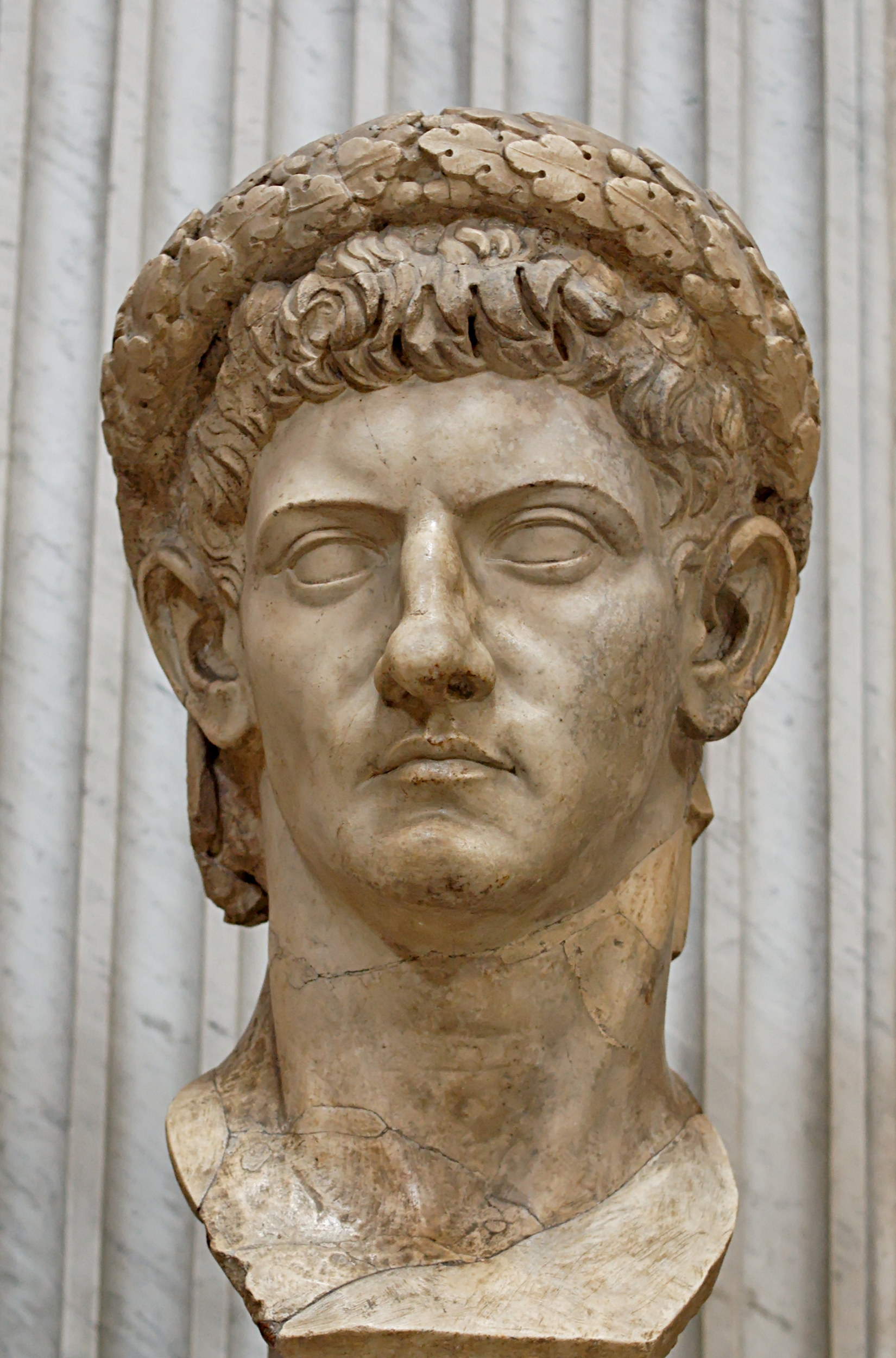
Buste de Claude en Jupiter, marbre, Lanuvium, Italie, vers 50.

Le texte de Claude accumule des arguments avec des transitions un peu maladroites. Son début réfute selon toute vraisemblance un argument qualifiant la proposition de dangereuse innovation ; il développe la nécessité de l’innovation politique et rappelle l’histoire des premiers rois de Rome. Il donne des précisions sur Servius Tullius, dont son nom étrusque Mastrana, inconnu des autres sources littéraires,,,,,,. Il résume ensuite l’évolution des magistratures républicaines, et amorce une transition qui lui permet d’évoquer sa conquête de la Bretagne : « si je racontais toutes les guerres, […], je craindrais de paraître trop orgueilleux et de chercher à afficher la gloire d’avoir étendu notre empire au-delà de l’Océan. Mais je vais revenir plutôt à mon sujet. »
Après une lacune correspondant au début de la seconde colonne, Claude cite le cas de Vienne qui a fourni des sénateurs, puis désigne parmi l’assemblée des sénateurs originaires de Lyon. Claude ne peut néanmoins éviter de faire allusion au sénateur viennois Valerius Asiaticus récemment disgracié, qu'il ne nomme pas, mais qu'il brocarde en le qualifiant de « brigand » (latro) et de « prodige de palestre ». Enfin Claude rappelle la fidélité de cent ans des Gaulois, même pendant les guerres de Germanie ou les opérations de recensement, difficiles à mener car « la difficulté de ces opérations, […], l’expérience ne nous l’apprend que trop, tout particulièrement en ce moment ». Cette dernière réflexion est précieuse car elle précise la date du discours, sous la censure de Claude dans les années 47-48. Elle constitue aussi la conclusion du discours, abrupte au point qu’on a avancé l’hypothèse qu’une autre table portant le décret du Sénat accompagnait le discours de Claude.
La table Claudienne nous confirme aussi certains des traits de la personnalité de Claude rapportés par Suétone, comme une tendance à s’exprimer avec confusion et une expérience des études historiques : le discours de Claude montre une culture étendue et des connaissances historiques pointues sur les Étrusques, tandis que le fil du discours témoigne d’une suite de ses idées pas toujours évidente.
On retrouve également le penchant déclaré de Claude pour la rhétorique de Cicéron, avec son goût des longues digressions et sa solide culture. Le discours a des réminiscences du Pro Balbo de Cicéron, par lequel il défendait l’espagnol Lucius Cornelius Balbus dont la qualité de citoyen romain était contestée, et aussi des échos sur l’histoire des rois de Rome tirés du discours que Tite-Live met dans la bouche de Caius Canuleius en faveur du mariage entre patriciens et plébéiens.

### Traduction de la table
- 1re colonne :

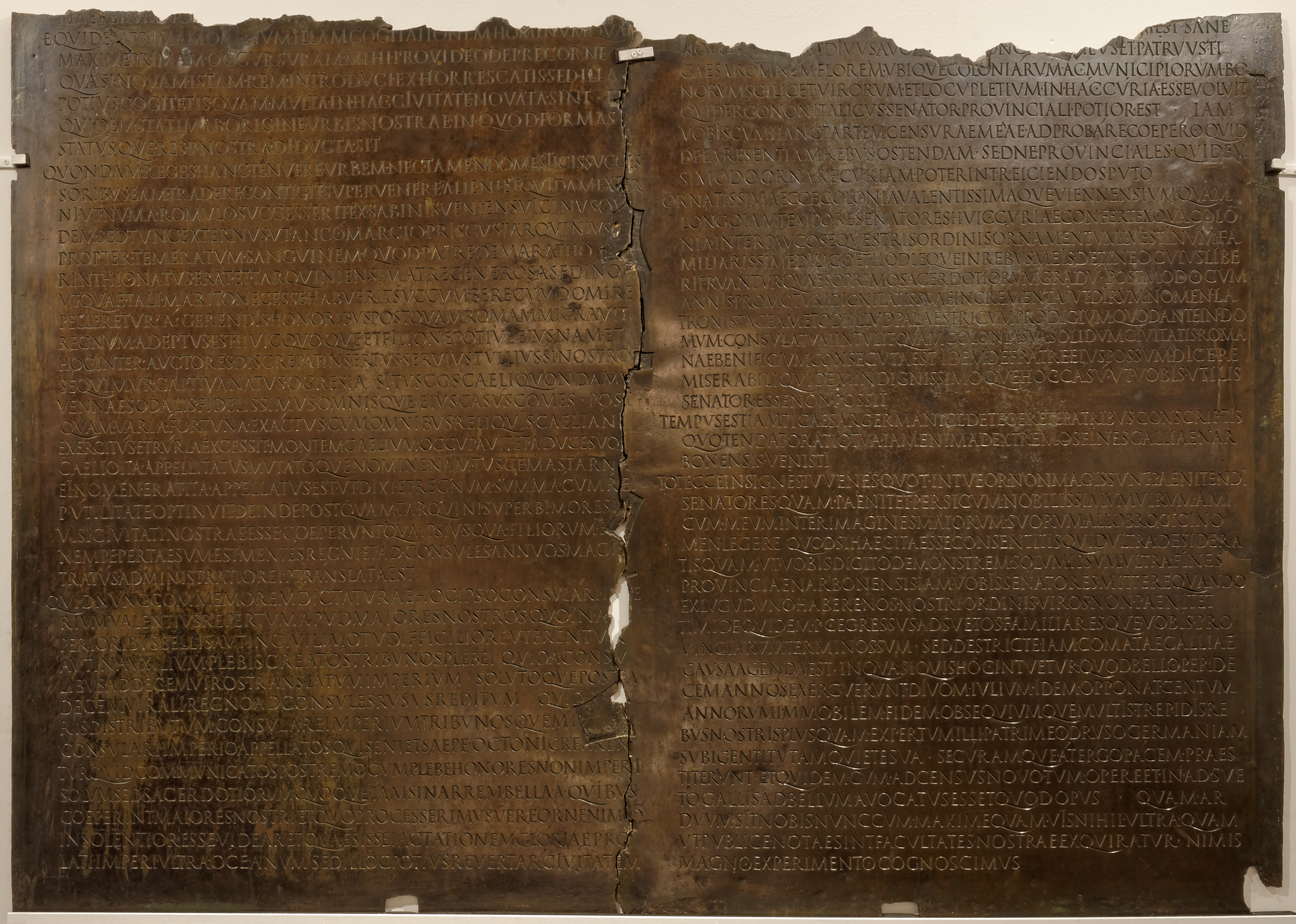
La table Claudienne exposée au musée gallo-romain de Lyon.

« Certes, je prévois l’objection qui, se présentant à la pensée de tous, me sera la première opposée... Mais ne vous révoltez pas contre la proposition que je fais, et ne la considérez point comme une nouveauté dangereuse. Voyez plutôt combien de changements ont eu lieu dans cette cité, et combien, dès l’origine, les formes de notre République ont varié. »
« Dans le principe, des rois gouvernent cette ville, il ne leur est point arrivé cependant de transmettre le pouvoir à des successeurs de leur famille ; d’autres sont venus de dehors, quelques-uns furent étrangers. C’est ainsi qu’à Romulus succéda Numa venant du pays des Sabins, notre voisin sans doute, mais alors un étranger pour nous. De même à Ancus Marcius succéda Tarquin l'Ancien qui, à cause de la souillure de son sang (il avait pour père Démarate de Corinthe, et pour mère une Tarquinienne de race noble il est vrai, mais que sa pauvreté avait obligée à subir un tel époux), se voyait repoussé dans sa patrie de la carrière des honneurs ; après avoir émigré à Rome, il en devint roi. Fils de l’esclave Ocrésia, si nous en croyons nos historiens, Servius Tullius prit place sur le trône entre ce prince et son fils ou son petit-fils, car les auteurs varient sur ce point. Si nous suivons les Toscans, il fut le compagnon de Cælius Vibenna, dont il partagea toujours le sort. Chassé par les vicissitudes de la fortune avec les restes de l’armée de Cælius, Servius sortit de l’Étrurie et vint occuper le mont Cælius, auquel il donna ce nom en souvenir de son ancien chef ; lui-même changea son nom, car en étrusque, il s’appelait Mastarna et prit le nom que j’ai déjà prononcé, de Servius Tullius, et il obtint la royauté pour le plus grand bien de la République. Ensuite, les mœurs de Tarquin et de ses fils les ayant rendus odieux à tous, le gouvernement monarchique lassa les esprits, et l’administration de la République passa à des consuls, magistrats annuels. »
« Rappellerai-je maintenant la dictature, supérieure en pouvoir à la dignité consulaire, et à laquelle nos ancêtres avaient recours dans les circonstances difficiles qu’amenaient nos troubles civils ou des guerres dangereuses, ou les tribuns plébéiens, institués pour détendre les intérêts du peuple ? Passé des consuls aux décemvirs, le pouvoir, lorsqu’il fut ôté au décemvirat, ne revint-il pas aux consuls ? La puissance consulaire ne fut-elle pas ensuite transmise tantôt a six, tantôt à huit tribuns militaires ? Dirai-je les honneurs, non seulement du commandement, mais encore du sacerdoce, communiqués plus tard au peuple ? Si je racontais les guerres entreprises par nos ancêtres et qui nous ont fait ce que nous sommes, je craindrais de paraître trop orgueilleux et de tirer vanité de la gloire de notre empire, étendu jusqu’au-delà de l’océan ; mais je reviendrai de préférence à cette ville... »
- 2e colonne :

« Sans doute, par un nouvel usage, le divin Auguste mon grand-oncle et Tibère César, mon oncle, ont voulu que toute la fleur des colonies et des municipes, c’est-à-dire que les hommes les meilleurs et les plus riches fussent admis dans cette assemblée. Mais quoi donc ? Est-ce qu’un sénateur italien n’est pas préférable à un sénateur provincial ? Ce que je pense sur ce point, je le montrerai, si cette partie de ma proposition comme censeur est approuvée ; mais je ne pense pas qu’on doit exclure du Sénat les habitants des provinces, s’ils peuvent lui faire honneur. »
« Voici cette très illustre et puissante colonie des Viennois, qui depuis déjà longtemps envoie des sénateurs à cette assemblée. N’est-ce pas de cette colonie qu’est venu, parmi plusieurs, Lucius Vestinus, rare ornement de l’ordre équestre, pour qui j’ai une affection toute particulière et qu’en ce moment je retiens près de moi pour mes propres affaires ? Je vous en prie, honorez ses fils des premières fonctions du sacerdoce, pour qu’ils puissent, avec les années, avancer dans les dignités. Qu’il me soit permis de taire comme infâme le nom de ce voleur que je déteste, de ce prodige en palestrique, qui fit entrer le consulat dans sa maison avant même que sa colonie eut obtenu le droit entier de cité romaine. Je puis en dire autant de son frère, digne de pitié peut-être, mais devenu indigne par ce malheur de pouvoir être un sénateur en état de vous seconder. »
« Mais il est temps, Tibère César Germanicus, de découvrir aux Pères Conscrits à quoi tend ton discours, car déjà tu es parvenu aux extrêmes limites de la Gaule narbonnaise. »
« Tous ces jeunes hommes distingués sur qui je promène mes regards, vous ne regrettez pas davantage de les voir au nombre des sénateurs, que Persicus, homme de race noble et mon ami, ne regrette de lire sur les portraits de ses ancêtres le nom d’Allobrogique ! Si donc vous reconnaissez avec moi qu’il en est ainsi, que vous reste-t-il à désirer encore, si ce n’est que je vous fasse toucher du doigt que le sol lui-même, au-delà des limites de la province Narbonnaise, vous envoie des sénateurs, alors que nous n’avons pas à nous repentir de compter des Lyonnais parmi les membres de notre ordre ? C’est avec hésitation, il est vrai, Pères Conscrits, que je suis sorti des limites provinciales qui vous sont connues et familières ; mais il est temps de plaider ouvertement la cause de la Gaule chevelue. Si l’on m’objecte cette guerre qu’elle a soutenue pendant dix ans contre le divin Jules, j’opposerai cent années d’une fidélité inviolable et de dévouement dans un grand nombre de circonstances critiques où nous nous sommes trouvés. Lorsque Drusus, mon père, soumit la Germanie, ils assurèrent sa sécurité en maintenant le pays derrière lui dans une paix profonde, et cependant, lorsqu’il fut appelé à cette guerre, il était occupé à faire le cens en Gaule, opération nouvelle et hors des habitudes des Gaulois. Nous ne savons que trop combien cette opération est encore difficile pour nous, bien qu’il ne s’agisse de rien autre que d’établir publiquement l’état de nos ressources !... ».

### La version de Tacite
Tacite, dans ses Annales, a condensé ce discours un peu embrouillé et l’a recomposé dans un style plus rhétorique, selon l’habitude littéraire des auteurs anciens. Il explique que les Éduens obtinrent les premiers le droit de siéger au sénat de Rome, cette faveur étant accordée à l'ancienneté de leur alliance et au fait que, seuls parmi les Gaulois, ils portaient le titre de frères du peuple romain.

### L'interprétation du discours
À la suite de Philippe Fabia et Jérôme Carcopino, André Chastagnol pensait que le ius honorum avait été introduit par Auguste. Sans sa possession la citoyenneté romaine aurait été incomplète, un citoyen romain ne le possédant pas ne pouvant pas remplir les charges sénatoriales et postuler aux magistratures. Selon cette conception c’est en 18 av. J.-C. que le ius honorum aurait été introduit, restreignant le droit d’occuper des charges sénatoriales aux fils de sénateurs, aux chevaliers romains, aux Italiens, aux citoyens des colonies romaines ou aux descendants d’Italiens installés dans les provinces. Une modification serait intervenue en 14 de notre ère étendant le ius honorum aux communautés latines de Narbonnaise. Ronald Syme s’opposa à cette conception. Pour Syme, l'interprétation des textes proposée en faveur de l'existence du ius honorum n'est pas convaincante, et ce qui faisait barrage aux sénateurs gaulois ne résidait pas dans le droit romain mais dans les faits, dans ce qu’ils étaient eux-mêmes des dynastes à la tête de tribus plutôt que des homines novi issus d’une civilisation municipale. L’opinion de Syme a été suivie notamment par A. Sherwin White qui voit aussi dans la notion de ius honorum une mauvaise interprétation du texte de Tacite. Pour lui il n’y avait pas d’obstacle formel à l’admission de certains provinciaux, mais ils n’étaient tout simplement pas acceptés par les magistrats lors des élections. Si, à la suite de Syme et Sherwin White, la notion de ius honorum a été abandonnée par l'historiographie anglo-saxonne, elle continue à être très largement utilisée par l'historiographie francophone.

## Postérité
La table franchit pour la première fois l'Atlantique pour l'exposition « Rencontre en Gaule romaine » organisée à Pointe-à-Callière, cité d'archéologie et d'histoire de Montréal, de mai à octobre 2005.
La table a été prêtée comme témoin des relations entre Rome et les autres peuples pour l'exposition « Rome et les Barbares » tenue en 2008 au palais Grassi à Venise,.
La découverte de la table au XVIe siècle est commémorée en 2015 par sa présentation au musée des beaux-arts de Lyon lors de l'exposition « Lyon Renaissance. Arts et humanisme ».